# Мирзаев, Рустам-бек
 Рустам-бек Мирза Панахали оглы Мирзаев (азерб. Rüstəm bəy Mirzə Pənahəli oğlu Mirzəyev; 1840—1920) — российский и азербайджанский военный деятель, полковник. Происходил «из почётных беков Елизаветпольской губернии».

## Биография
В службу вступил оруженосцем в 4-й взвод (мусульман) лейб-гвардии Кавказского эскадрона Собственного Е. В. конвоя 20 декабря 1868 года. Произведён в юнкеры 26 января 1873 года, в прапорщики 1 марта 1873 года. Имел серебряную медаль «За службу в Собственном конвое государя императора Александра Николаевича» для ношения на шее.
Участник Русско-турецкой войны 1877—1878 годов. С 16 апреля 1877 по 19 февраля 1879 года в составе Эриванского отряда был в походах и делах против Турции. 16 апреля 1877 года зачислен в Елизаветпольский конно-иррегулярный полк. Участвовал в боях на Даярских, Драмдагских, Зорских высотах и под Баязетом (28 июня 1877 года).
17 августа 1877 года был прикомандирован к 1-му Уманскому казачьму полку Кубанского казачьего войска.
16 марта 1878 года за отличие в делах против турок на Зорских высотах (23—24 июля 1877 года) награждён орденом Св. Станислава 3-й ст. с мечами и бантом.
28 мая 1878 года за отличие в делах с турками был зачислен корнетом по армейской кавалерии. 6 сентября прикомандирован для несения службы к Кавказскому конному полку Кубанского казачьего войска. Имел светло-бронзовую медаль в память Русско-турецкой войны 1877—1878 гг.
3 марта 1882 года прикомандирован к Полтавскому конному полку Кубанского казачьего войска. 14 ноября 1886 года назначен состоять при войсках Кавказского военного округа с оставлением по армейской кавалерии.
6 мая 1887 года произведён в подпоручики, а 30 августа 1891 года в поручики. 27 февраля 1893 года откомандирован в распоряжение окружного штаба. 4 декабря 1896 года прикомандирован к 1-му Сунженско-Владикавказскому полку Терского казачьего войска. В 1898 — 1899 гг. обер-офицер состоящий при войсках Кавказского военного округа по армейской кавалерии.
21 ноября 1900 года за выслугу лет произведён в штабс-ротмистры, а 1 июня 1901 года в ротмистры. За выслугу 25 лет в офицерских чинах 22 сентября 1902 года удостоен ордена Святого Владимира 4-й степени.
В июле-августе 1903 года командирован в Персию для «разведки дорог на города Тавриз и Ардебиль». 6 декабря 1903 года награждён орденом Святой Анны 3-й степени. 5 октября 1904 года произведён в подполковники . 21 декабря 1904 года командирован для несения службы во 2-й Волгский полк Терского казачьего войска.
В 1909 году — подполковник 1-го Сунженско-Владикавказского генерала Слепцова полка Терского казачьего войска 2-го Кавказского армейского корпуса.
22 февраля 1911 года состоящий в запасе армейской кавалерии и на учёте по Шушинскому уезду подполковник Рустам-бек Мирзаев был произведён в полковники с увольнением от службы с мундиром и пенсией.
В период Азербайджанской Демократической Республики, служил Бакинским полицмейстером.